# 大林煉油廠
大林煉油廠為台灣中油公司最主要的石油煉製廠之一，主廠區位於高雄市小港區大林蒲沿海四路50號，面積約300公頃，員工人數超過1300人。其前身是1969年成立之高雄煉油廠大林蒲輸油站，1976年「大林蒲輸油站」與「第九蒸餾工場」合併為「高雄煉油廠大林蒲分廠」，1987年改制為「高雄煉油總廠大林廠」，1996年脫離「高雄煉油總廠」改制為「中國石油股份有限公司大林煉油廠」，2007年改制為「台灣中油股份有限公司煉製事業部大林煉油廠」。

## 煉製工場
- 第一重油脫硫工場(M13)
- 第三重油加氫脫硫工場(M33)(RDS3)
- 第四硫磺工場
- 第五媒組工場
- 第六媒組工場(M21)、第六硫磺工場(M14)
- 第八硫磺工場
- 第九柴油加氫脫硫工場
- 第十硫磺工場(M38)
- 第十一柴油加氫脫硫工場
- 第十二柴油加氫脫硫工場
- 第十二蒸餾工場(M43)及輕質原油分餾工場

## 汙染與工安事件
1996年8月10日，外海卸油三號浮筒的海底軟管因風浪大而鬆脫，燃料油洩出約一百公秉，引發旗津地區海域油污污染。
2003年8月19日，D-316儲油槽發生氣爆火警。
2010年，凡那比颱風來襲期間，發生油槽外洩污染事件。
2012年8月10日，第一重油脫硫工場發生氣爆，造成3名工人灼傷。2018年3月10日，工廠發生爆炸，導致部分生產暫停作業。
2022年10月27日下午10時35分，煉油廠第三重油脫硫工場發生爆炸事件。

## 資料來源
1. ↑  .   [2014-05-04]. （原始内容存档于2014-05-04）.
2. ↑  . 華視新聞. 1997-06-16.
3. ↑  涂建豐. . 蘋果日報. 2003-08-20  [2014-08-04]. （原始内容存档于2014-08-08）.
4. ↑  吳江泉、王莫昀、葉蕎儀. . yahoo新聞引述中國時報報導. 2012-08-11  [2014-08-04]. （原始内容存档于2014-08-13）.
5. ↑  Reuters Staff. . Reuters. 12 March 2018  [7 June 2021]. （原始内容存档于2022-10-27）.
6. ↑  陳弘逸. . 聯合影音.   [2022-10-27]. （原始内容存档于2022-10-27） （中文（臺灣））.

https://news.ltn.com.tw/news/Taipei/breakingnews/4360225 （页面存档备份，存于）
https://www.bing.com/search?q=%e4%b8%ad%e6%b2%b9%e5%a4%a7%e6%9e%97%e5%bb%a0%e5%bc%8a%e6%a1%88&qs=n&sp=-1&lq=0&pq=%e4%b8%ad%e6%b2%b9%e5%a4%a7%e6%9e%97%e5%bb%a0%e5%bc%8a%e6%a1%88&sc=8-7&sk=&cvid=582209E007714E679DF5A49CDF4A2B42&ghsh=0&ghacc=0&ghpl=&FPIG=BA96CE094C0B42539DDC401249CABCEC&first=11&FORM=PERE （（[//web.archive.org/web/20241210131711/https://www.bing.com/search?q=%e4%b8%ad%e6%b2%b9%e5%a4%a7%e6%9e%97%e5%bb%a0%e5%bc%8a%e6%a1%88&qs=n&sp=-1&lq=0&pq=%e4%b8%ad%e6%b2%b9%e5%a4%a7%e6%9e%97%e5%bb%a0%e5%bc%8a%e6%a1%88&sc=8-7&sk=&cvid=582209E007714E679DF5A49CDF4A2B42&ghsh=0&ghacc=0&ghpl=&FPIG=BA96CE094C0B42539DDC401249CABCEC&first=11&FORM=PERE 页面存档备份，存于） 页面存档备份]，存于）
https://www.bing.com/search?q=%e4%b8%ad%e6%b2%b9%e5%a4%a7%e6%9e%97%e5%bb%a0%e5%bc%8a%e6%a1%88&qs=n&sp=-1&lq=0&pq=%e4%b8%ad%e6%b2%b9%e5%a4%a7%e6%9e%97%e5%bb%a0%e5%bc%8a%e6%a1%88&sc=8-7&sk=&cvid=582209E007714E679DF5A49CDF4A2B42&ghsh=0&ghacc=0&ghpl=&FPIG=BA96CE094C0B42539DDC401249CABCEC&first=11&FORM=PERE